# Paya Tumpi Baru
Paya Tumpi Baru is een bestuurslaag in het regentschap Aceh Tengah van de provincie Atjeh, Indonesië. Paya Tumpi Baru telt 682 inwoners (volkstelling 2010).